# Melectoides cockerelli
Melectoides cockerelli là một loài Hymenoptera trong họ Apidae. Loài này được Jörgensen mô tả khoa học năm 1912.